# Rena Dumont
Pour les articles homonymes, voir Dumont.
Rena Dumont, née Zednikova le 15 juin 1969 à Prostějov (Tchéquie, alors en Tchécoslovaquie), est une actrice allemande.

## Biographie
Avec sa mère, Rena Zednikova fuit la Tchécoslovaquie vers la République fédérale d'Allemagne en 1986. Elle vit d'abord à Munich, où elle apprend la langue allemande. En 1990, elle commence à étudier à l'Université de musique et de théâtre de Hanovre et obtient son diplôme de théâtre en 1994.
Elle joue des rôles sur diverses scènes (Münchner Kammerspiele, Schauspielhaus Vienne, Prater der Volksbühne, Nationaltheater Prague), ainsi que dans des productions cinématographiques et télévisuelles, initialement sous son nom de naissance Rena Zednikova.
Rena Dumont écrit des scénarios de courts et de longs métrages, ainsi que des nouvelles. En 2013, elle publie son premier roman, Paradiessucher.

## Filmographie partielle

### Au cinéma
- 1998 :  Alles wieder still : Frau (non créditée) (court métrage)
- 2000 : L'Adieu : Le Dernier Été de Brecht (Abschied. Brechts letzter Sommer) : Isot Kilian (comme Rena Zednikova)
- 2002 : Gameboy : Enseignante de maternelle (comme Rena Zednikova) (court métrage)
- 2005 : Grenzverkehr (de) : Diana (comme Rena Zednikova)
- 2007 :  So Wie Du Mir So Ich Dir : Alina (court métrage)
- 2018 : Hans im Pech (court métrage, également réalisation)

### À la télévision
- 1999 : Adelheid und ihre Mörder (série télévisée, épisode Das große Los)
- 2001 : Duo de maîtres (Edel & Starck, série télévisée, 1 épisode)
- 2003 : Samt und Seide (de) (série télévisée, 1 épisode)
- 2006 : Un cas pour deux (série télévisée, 1 épisode)

## Récompenses et distinctions
- 2019 : Neisse Film Festival - Prix spécial de l'Association du film de Saxe pour Honza má pech[2].
- (en) Rena Dumont: Awards, sur l'Internet Movie Database